# Voie navigable Trent-Severn
La voie navigable Trent-Severn (Trent-Severn Waterway) est un ensemble de canaux, de lacs et d'écluses reliant la ville de Trenton située sur la rive du lac Ontario (Baie de Quinte) au village de Port Severn situé sur la rive du lac Huron (Baie Georgienne). D'abord construite dans un but commercial, elle est actuellement utilisée dans un but touristique par les bateaux de plaisance. 

## Composition
La liaison qui est ouverte de mai à octobre est composée de :
- La rivière Trent
- La rivière Otonabee
- Les lacs Kawartha
- Le lac Simcoe
- Le lac Couchiching
- La rivière Severn

La longueur de la voie est de 386 km. Elle commence à Trenton avec 32 km de voie construite par l'homme. Il y a 44 écluses dont quelques ascenseurs hydrauliques. On y trouve 39 ponts basculants et 160 barrages qui gèrent le niveau de l'eau. Son point culminant se trouve sur le lac Balsam. La voie navigable est gérée par Parcs Canada.

## Histoire
Au milieu du XVIIIe siècle, les rivières du centre de l'Ontario étaient utilisées pour transporter les troncs des arbres coupés jusqu'aux scieries. Le projet de voie navigable qui modifiait les cours d'eau n'était pas très bien vu au départ. La construction débuta en 1833 dans la région des lacs Kawartha. Les travaux prirent 87 ans et ce n'est qu'en 1920 que le premier bateau traversa entièrement la voie navigable.
La voie favorisa le développement du centre de l'Ontario en facilitant le transport de marchandises et en développant l'économie de la région. La voie apportait un gain de temps non négligeable par rapport à la voie terrestre vu la géographie difficile de cette région. Malheureusement, lorsque celle-ci fut totalement en activité, elle ne répondait déjà plus totalement aux besoins de l'époque vu son faible tonnage admis pour les bateaux. De plus, le chemin de fer s'est considérablement développé durant toute la période des travaux. Il devint finalement obsolète lorsque le canal Welland fut achevé car celui-ci permettait aux énormes cargo de traverser tous les Grands Lacs.

## Liste des écluses
Les kilomètres représentent la distance entre l'écluse et le début de la voie au niveau du lac Ontario (km 0).

### Région de Trenton

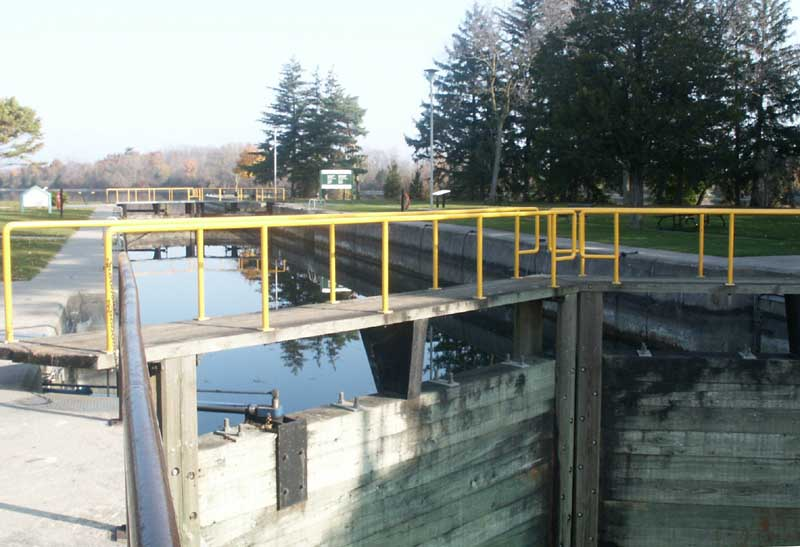
Écluse n°1 à Trenton

Écluse 1 Trenton (2.9 km - hauteur de 6 m)

Écluse 2 Sidney (3.9 km - hauteur de 5.8 m)

Écluse 3 Glen Miller (6.2 km - hauteur de 8.5 m)

Écluse 4 Batawa (8.3 km - hauteur de 5.5 mt)

Écluse 5 Trent (10.3 km - hauteur de 5.2 m)

Écluse 6 Frankford (11.7 km - hauteur de 5.2 m)

Écluse 7 Glen Ross (22.2 km - hauteur de 3.6 m)

Écluse 8 Percy Reach (40.7 km - hauteur de 5.8 m)

Écluse 9 Meyers (42.5 km - hauteur de 4.6 m)

Écluse 10 Haigs Reach (45.0 km - hauteur de 7.3 m)

Écluse 11 & 12 Ranney Falls (47.8 km - hauteur de 14.6 m)

Écluse 13 Campbellford (51.8 km - hauteur de 7 m)

Écluse 14 Crowe Bay (54.2 km - hauteur de 7.9 m)

Écluse 15 Healey Falls (58.2 km or - hauteur de 6.7 m)

Écluses 16 & 17 Healey Falls (58.8 km - hauteur de - 16.5 m)

Écluse 18 Hastings (82.3 km - hauteur de 2.7 m)

### Région des lacs Kawartha

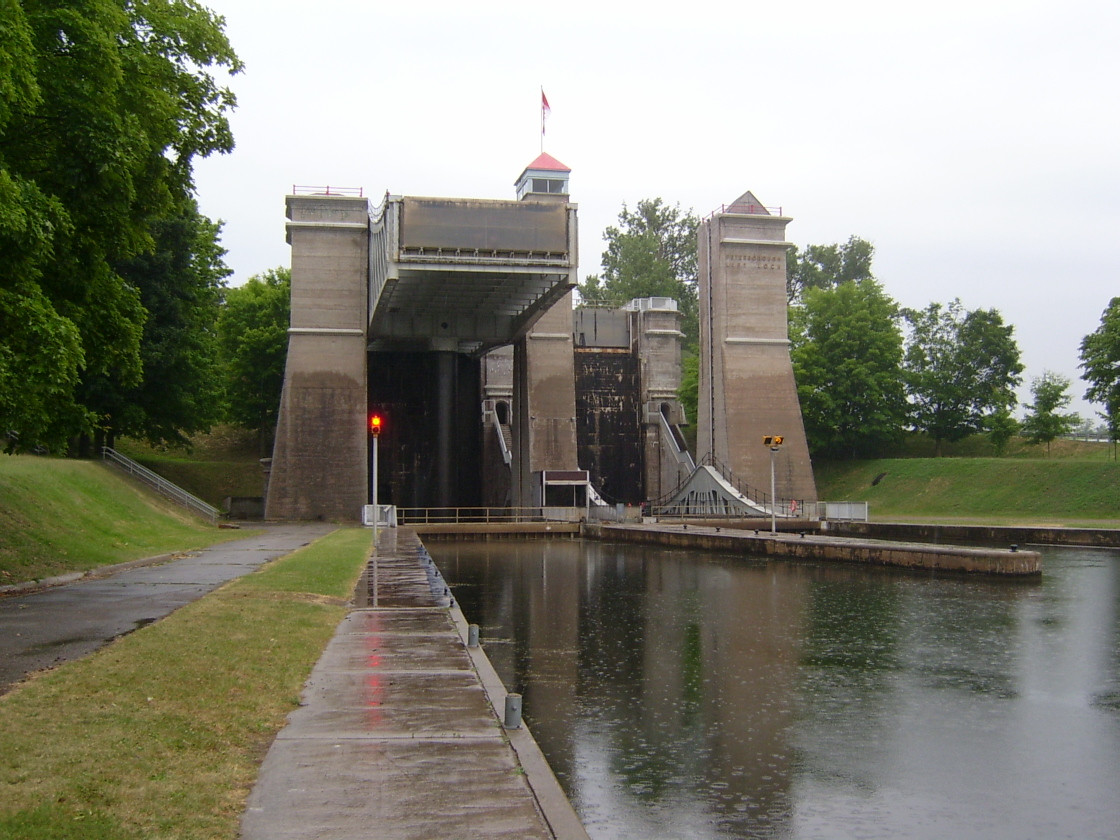
Ascenseur hydraulique de Peterborough

Écluse 19 Scotts Mills (142.8 km - hauteur de 2.4 m)

Écluse 20 Ashburnham (144.5 km)

Écluse 21 Peterborough Écluse-ascenseur de Peterborough (145.0 km - 19.8 m)

Écluse 22 Nassau Mills (151.7 km - hauteur de 4.3 m)

Écluse 23 Otonabee (152 km - hauteur de 3.7 m)

Écluse 24 Douro (155.1 km - hauteur de 3.7 m)

Écluse 25 Sawyer Creek (156.6 km - hauteur de 3 m)

Écluse 26 Lakefield (158.9 km - hauteur de 4.9 m)

Écluse 27 Young's Point (168.1 km - hauteur de 2.1 m)

Écluse 28 Burleigh Falls (181.8 km - hauteur de 7.3 m)

Écluse 29 Une nouvelle écluse remplaçant deux anciennes fut construite en 1968, l'écluse 29 n'existe donc plus.

Écluse 30 Lovesick (184.7 km - hauteur de 1.2 m)

Écluse 31 Buckhorn (194.2 km - hauteur de 3.4 m)

Écluse 32 Bobcaygeon (222.4 km - hauteur de 1.8 m)

Écluse 33 Lindsay (251.6 km - Lift 2.1 m)

Écluse 34 Fenelon Falls (247.2 km - hauteur de 7.3 m)

Écluse 35 Rosedale (252.9 km - hauteur de 1.2 m)

### Région de Talbot
À Kirkfield débute la descente vers le lac Huron.
Écluse 36 Écluse-ascenseur de Kirkfield - terminée en 1907 (272.6 km - hauteur de 14.9 m)

Écluse 37 Bolsover (284.9 km - hauteur de 8.2 m)

Écluse 38 Talbot (286.5 km - hauteur de 4.3 m)

Écluse 39 Portage (289.1 km - hauteur de 4 m)

Écluse 40 Thorah (289.8 km - hauteur de 4.3 m)

Écluse 41 Gamebridge - construit en 1906 (290.9 km - hauteur de 5.8 m)

Écluse 42 Couchiching (337.8 km - hauteur de 6.4 m)

### Région de Severn
Écluse 43 Ber roulant de Swift Rapids - Plan incliné terminé en 1919 - remplacé en 1965 par une écluse simple (361.2 km hauteur de 14.3 m)

Écluse 44 Ber roulant de Big Chute - Plan incliné terminé en 1917 - amélioré en 1977 (374.1 km - hauteur de 17.4 m)

Écluse 45 Port Severn (387.1 km - hauteur de 4.3 m)